# Salvadore Cammarano
Salvadore Cammarano (parfois Salvatore), né le 19 mars 1801 à Naples et mort le 17 juillet 1852 dans la même ville, est un librettiste italien du XIXe siècle. 

## Biographie
Salvatore Cammarano est le plus important dramaturge pour la musique italienne de la période romantique. 
Il abandonne l'activité d'auteur de comédie en 1834, et écrit dès lors près de quarante livrets pour les plus grands compositeurs d'opéras italiens de l'époque.
Homme de théâtre éprouvé, Cammarano est un dramaturge intelligent et moderne, toujours attentif tant à la nécessité de plier ses vers à la musique qu'à la forme et à la fonction du mélodrame. Avec Lucia di Lammermoor, qui marque le début de sa décisive collaboration avec Gaetano Donizetti, le poète crée la première forme accomplie du dramma per musica romantique en Italie, proposant des atmosphères sombres et sinistres, des situations violentes, des psychologies inquiétantes et morbides, des sujets lunaires et macabres, le tout sur un rythme narratif serré et captivant. 
Ses vers, qui possèdent une musicalité toujours bien tournée et raffinée, ne relèvent pas d'une facilité populaire mais déploient une ample gamme expressive, aux couleurs élégiaques et leopardiènes des cantabili à la fougueuse énergie des cabalettes, de la solennelle gravité de certaines scènes chorales aux dialogues hachés aux résonances  alfieristes, dans un continuum polychrome et élégant, toujours extrêmement cohérent. Le tissu poétique cammaranien est en outre riche de significatifs rappels intertextuels (signe d'une connaissance littéraire extraordinairement vaste et variée) et les formes métriques employées reflètent le souci d’une extrême conscience artistique et dramaturgique.
Chacun des actes de vingt-deux de ses livrets, de Lucia au Trouvère, est caractéristiquement titré : chaque intitulé rend immédiatement évident l'événement, le personnage ou l'élément spatio-temporel sur lequel s'articule l'acte. 
Il meurt subitement après avoir terminé son dernier livret, Il Trovatore, pour Giuseppe Verdi, classé à juste titre parmi les chefs-d'œuvre du genre. Considéré à tort comme inachevé, ce dernier livret fut complété par quelques ajouts de  Leone Emanuele Bardare (dont le cantabile du Comte, Il balen del suo sorriso, dans la troisième scène de l'acte II et celui de Leonora, D'amor sull'ali rosee, dans la scène 1 de l'acte IV). Ces interventions furent demandées par le compositeur à l'origine en sus de la coupure de quelques fragments de vers dans la scène finale. 
La disparition prématurée de Cammarano ne permit pas la poursuite de la collaboration avec Verdi, prévue sous le signe de  Shakespeare, avec une réduction pour l'opéra du Roi Lear. Le livret du Re Lear, dont seule la structure avait été définie, fut par la suite écrit par Antonio Somma, mais le maestro n'en composa jamais  la musique.

## Livrets
1834
- La sposa (Egisto Vignozzi)

1835
- Ines de Castro (Giuseppe Persiani), en collaborazione avec Giovanni Emanuele Bidèra
- Un matrimonio per ragione (Giuseppe Staffa)
- Lucia di Lammermoor (Gaetano Donizetti)

1836
- Belisario (Gaetano Donizetti)
- L'assedio di Calais (Gaetano Donizetti)
- Eufemio di Messina (Giuseppe Persiani), remaniement du livret homonyme de Felice Romani

1837
- Pia de' Tolomei (Gaetano Donizetti)
- Roberto Devereux (Gaetano Donizetti)

1838
- Maria de Rudenz (Gaetano Donizetti)
- Poliuto (Gaetano Donizetti), représenté en 1848
- Elena da Feltre (Saverio Mercadante)

1839
- I ciarlatani (Luigi Cammarano)
- Il Conte di Chalais (Giuseppe Lillo)

1840
- Cristina di Svezia (Alessandro Nini)
- Saffo (Giovanni Pacini)
- La vestale (Saverio Mercadante)

1841
- Luigi Rolla (Federico Ricci)

1842
- Il proscritto (Saverio Mercadante)
- La fidanzata corsa (Giovanni Pacini)

1843
- Maria di Rohan (Gaetano Donizetti)
- Il reggente (Saverio Mercadante)
- Ester d'Engaddi (Achille Peri)
- Il ravvedimento (Luigi Cammarano)

1845
- Bondelmonte (Giovanni Pacini)
- Alzira (Giuseppe Verdi)
- Il vascello de Gama (Saverio Mercadante)
- Stella di Napoli (Giovanni Pacini)

1846
- Orazi e Curiazi (Saverio Mercadante)

1847
- Merope (Giovanni Pacini)
- Eleonora Dori (Vincenzo Battista)

1849
- La battaglia di Legnano (Giuseppe Verdi)
- Luisa Miller (Giuseppe Verdi)

1850
- Virginia (Saverio Mercadante), représenté en 1866
- Non v'è fumo senza fuoco (Luigi Cammarano)

1851
- Malvina di Scozia (Giovanni Pacini)
- Folco d'Arles (Nicola De Giosa)
- Medea (Saverio Mercadante), remaniement du livret homonyme de Felice Romani

1853
- Il trovatore (Giuseppe Verdi)

Cammarano a en outre écrit quatre nouvelles scènes pour La donna del lago d'Andrea Leone Tottola pour la musique de Gioachino Rossini (1834), une nouvelle scène pour l'Anna Bolena de Romani pour la musique de Donizetti (1834) et un nouveau troisième acte pour la Francesca Donato du même Romani pour la musique de Mercadante (1845).